# Cartuja de Talamanca de Jarama
La Cartuja de Talamanca es un edificio de la localidad española de Talamanca de Jarama, en la Comunidad de Madrid.

## Descripción
Se trata de un inmueble concebido para un uso agropecuario y su erección se ha datado a comienzos del siglo XVII. El edificio, que ha sido empleado como lugar de rodaje para diversas películas de época, se encuentra en la localidad madrileña de Talamanca de Jarama.
El 23 de septiembre de 1982 se incoó expediente para la declaración del inmueble como monumento histórico artístico, mediante una resolución publicada el 19 de noviembre de ese mismo año en el Boletín Oficial del Estado en la que fueron incluidos de forma conjunta otros bienes culturales de la Comunidad de Madrid. En 2022 el inmueble fue declarado bien de interés cultural, con la categoría de monumento.